# Michał Bielawiec
Michał Bielawiec (ur. 20 kwietnia 1927 w Peńskie, woj. białostockie, zm. 1 maja 2024 w Białymstoku) – polski lekarz, specjalista w zakresie chorób wewnętrznych, hematologii i organizacji ochrony zdrowia, profesor nauk medycznych.

## Droga naukowa
Po ukończeniu studiów na Akademii Medycznej w Warszawie, w 1952 otrzymał dyplom lekarza i realizując nakaz pracy, został zatrudniony w III Szpitalu Miejskim w Białymstoku, tzw. Ogólnym, na oddziale chorób wewnętrznych, który został wkrótce przeniesiony i przemianowany na Wojewódzki Oddział Chorób Wewnętrznych Szpitala im. J. Śniadeckiego. 
Na jego bazie utworzono I Katedrę i Klinikę Chorób Wewnętrznych Akademii Medycznej w Białymstoku – AMB, obecnie: Uniwersytet Medyczny). Znalazła się ona następnie w Państwowym Szpitalu Klinicznym – PSK (obecnie: Uniwersytecki Szpital Kliniczny), po czym w 1970 wydzielono z niej Klinikę Hematologii, a jej kierownictwo objął M. Bielawiec.
W trakcie swojej kariery zawodowej, pierwszy stopień specjalizacji z chorób wewnętrznych zdobył w 1954, drugi w 1957 oraz specjalizację w dziedzinie organizacji ochrony zdrowia w 1958.
Stopień doktora nauk medycznych uzyskał w 1961 a doktora habilitowanego 1967. Tytuł profesora otrzymał w 1976, profesora zwyczajnego w 1987.

## Klinika Hematologii AMB
W latach 1970-1997 pełnił funkcję kierownika Kliniki Hematologii AMB w PSK. Główną tematyką badań w klinice było krzepnięcie krwi i fibrynoliza.
Klinika współpracowała wówczas z Zakładem Patologii Ogólnej i Doświadczalnej AMB kierowanej przez prof. Karola Buluka, z grupą hematologów z Instytutu Badań Jądrowych w Warszawie w osobach prof. Edwarda Kowalskiego, prof. Marii Kopeć i Zbigniewa Latałło, ponadto z prof. Stanisławem Łopaciukiem z Instytutu Hematologii w Warszawie.
Prof. Bielawiec nawiązał współpracę z dwoma naukowymi ośrodkami w Wielkiej Brytanii: z prof. Fearnley’em (Londyn) i z prof. Leonem Pollerem, hematologiem z Withington Hospital (Manchester).
Z kolei w wyniku współpracy z prof. Akikazu Takadą, uznanym w świecie naukowcem zajmującym się krzepnięciem krwi – kierownikiem Zakładu Fizjologii Uniwersytetu w Hamamatsu (Japonia), doszło do pierwszego Polsko-Japońskiego Sympozjum Hemostasis and Circulation,  które odbyło się w sierpniu 1991 w Hamamatsu.
Był autorem i współautorem ok. 300 publikacji naukowych, w tym kilku książek i rozdziałów w książkach innych autorów, m.in. w podręczniku prof. Witolda Eugeniusza Orłowskiego Nauka o chorobach wewnętrznych.
Wypromował 12 doktorów nauk medycznych.

## Aktywność poza kliniką
- Prodziekan Wydziału Lekarskiego AMB (1978-1981)[8];
- Wicedyrektor Instytutu Chorób Wewnętrznych AMB;
- Przewodniczący Towarzystwa Internistów Polskich w Białymstoku (1981-1993);
- Członek Międzynarodowej Akademii Klinicznej i Stosowanej Zakrzepicy i Hemostazy;
- Członek Honorowy Polskiego Towarzystwa Angiologicznego (2000);
- Konsultant wojewódzki w dziedzinie chorób wewnętrznych;
- Organizator szkoleń dla zdających egzaminy z chorób wewnętrznych;
- Organizator corocznych zjazdów Lekarzy Ziemi Białostockiej, Łomżyńskiej i Suwalskiej.

## Nagrody i odznaczenia
- Złoty Krzyż Zasługi[12];
- Medal Senatu RP;
- Krzyż Kawalerski Orderu Odrodzenia Polski[12];
- Medal Polskiego Towarzystwa Hematologii i Transfuzjologii[13];
- Wielokrotne nagrody Ministra Zdrowia i Opieki Społecznej za działalność naukowo-dydaktyczną[6];
- Medal Gloria Artis Medicinae[9].

## Refleksje współpracowników
Jest wspominany jako szef wymagający, ale bardzo życzliwy i zachęcający do łączenia pracy klinicznej i naukowej. Często mawiał żartobliwie, iż „szef powinien pracować w pocie czoła… swoich asystentów”. Umiał łączyć życie zawodowe z prywatnym. Co roku zapraszał pracowników Kliniki Hematologii ze współmałżonkami na piknik w swoim letnim domu w Niewodnicy.